# خسوس والنتین
خسوس والنتین (انگلیسی: Jesús Valentín؛ زادهٔ ۱۵ اکتبر ۱۹۹۱) بازیکن فوتبال اهل اسپانیا است.
از باشگاه‌هایی که در آن بازی کرده‌است می‌توان به باشگاه فوتبال اوئسکا و باشگاه فوتبال لاس پالماس اشاره کرد.